# حفاظت از لاک‌پشت‌های رنگین

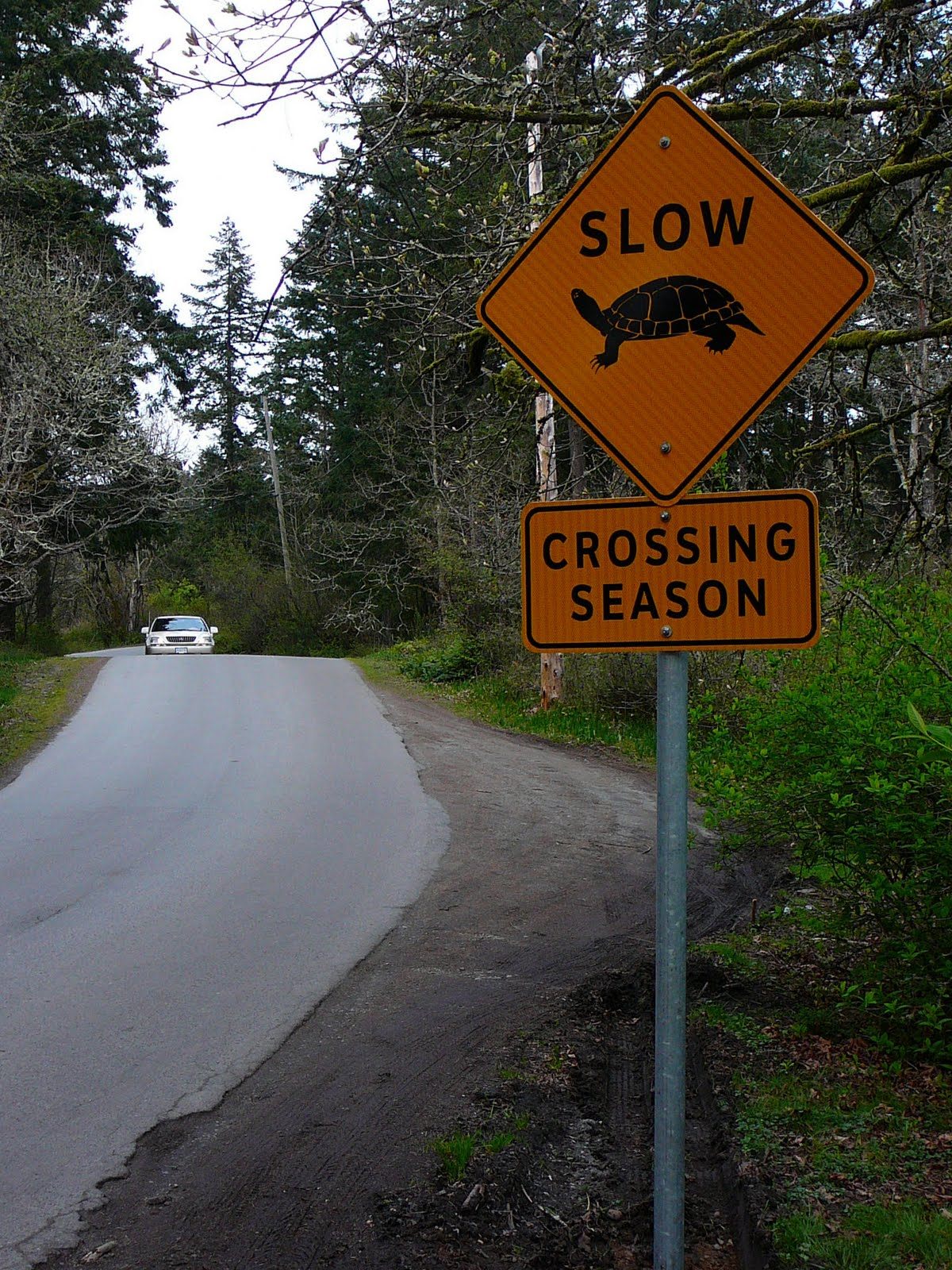
تابلوی جاده بریتیش کلمبیا

کاهش جمعیت لاک‌پشت‌های رنگین داستان ساده‌ای مانند گاومیش آمریکایی از کاهش چشمگیر دامنه زندگی آنها نیست. در عوض، این لاک‌پشت همچنان پرشمار است و در محدوده اصلی خود زندگی می‌کند - در وضعیت حفاظتی NatureServe خود به عنوان G5 (به‌طور قابل توجهی گسترده) طبقه‌بندی شده است - با این حال، سکونت در آمریکای شمالی بدون شک تراکم جمعیت آن را کاهش داده است. حداقل از سال ۱۹۵۲، دانشمندان تأثیر انسان بر لاک‌پشت‌های رنگین را مشاهده کرده‌اند. ارنست و لوویچ، در سالنامه لاک‌پشت‌های خود در سال ۲۰۰۹، اذعان می‌کنند که تخمین‌هایی از تغییرات جمعیتی مختص گونه‌ها وجود ندارد، اما می‌گویند که بحث در مورد عوامل کلی مؤثر بر همه لاک‌پشت‌ها مفید است. با این حال، این فشارها عموماً بیشتر بر لاک‌پشت‌های دریایی، خورها یا خشکی، یا لاک‌پشت‌های کمیاب، وارد می‌شود. نرخ بالای تولید مثل لاک‌پشت‌های رنگین و توانایی آنها برای زنده ماندن در زیستگاه‌های تحت تأثیر انسان، مانند تالابهای آلوده و برکه‌های مصنوعی ساخته‌شده، به آنها اجازه داده است که محدوده خود را حفظ کنند. در نیوانگلند، پروژه حفاظت از لاک‌پشت‌ها خاطرنشان می‌کند: «از قضا، زیستگاه اصلی توسط رواناب کود ایجاد شده و دریاچه‌هایی را ایجاد کرده که با پوشش گیاهی مسدود شده‌اند؛ دقیقاً همان چیزی که لاک‌پشت‌های رنگین دوست دارند.»
دولت‌های فدرال، ایالتی و شهر پورتلند در تلاشند تا کاهش جمعیت لاک‌پشت‌های رنگین را بهتر درک کرده و از آن جلوگیری کنند. در شمال واشینگتن، در بریتیش کلمبیا، این لاک‌پشت نیز در خطر است. جمعیت‌های ساحلی آنجا به عنوان در معرض خطر انقراض و جمعیت‌های داخلی به عنوان «مورد توجه ویژه» تعیین شده‌اند. لاک‌پشت رنگین نمادین در بریتیش کلمبیا محبوب است و این استان انگیزه بیشتری برای جلوگیری از انقراض لاک‌پشت رنگین دارد، زیرا پیش از این تمام جمعیت‌های گونه بومی لاک‌پشت خود، از جمله لاک‌پشت برکه‌ای غربی، را از دست داده است. با این حال، علیرغم تلاش‌های حفاظتی، تنها چند هزار لاک‌پشت در کل استان باقی مانده است.

## از بین رفتن زیستگاه
یک تهدید آشکار برای لاک‌پشت‌های رنگی، از بین رفتن زیستگاه به دلیل خشک شدن تالاب‌ها است. حتی زمانی که آب باقی می‌ماند، لاک‌پشت‌ها ممکن است تحت تأثیر پاکسازی کنده‌های درخت یا سنگ‌هایی که محل آفتاب گرفتن هستند، قرار گیرند. همچنین، پاکسازی پوشش گیاهی ساحل ممکن است دسترسی بیشتر شکارچیان یا افزایش تردد انسان را فراهم کند که این امر، آفتاب گرفتن در ساحل را غیرقابل توجیه می‌کند. دور از آب، شهرنشینی یا کاشت گیاهان، حتی برای احیای نهر، می‌تواند خاک‌های آفتابی باز مورد نیاز برای لانه‌سازی را از بین ببرد.

## جاده کشی
یکی دیگر از تأثیرات انسانی قابل مشاهده و احتمالاً از نظر عددی قابل توجه ، تلفات جاده‌ای است. لاک‌پشت‌های مرده معمولاً در جاده‌های تابستانی دیده می‌شوند: در سال ۱۹۷۴، ارنست ۱۴ مورد مرگ را در یک روز در یک بخش کوتاه از جاده پنسیلوانیا اندازه‌گیری کرد. افزایش ترافیک و همچنین افزایش نفوذ جاده‌ها به زیستگاه، این مشکل را در طول سال‌ها بدتر کرده است.

## گونه‌های معرفی‌شده
معرفی گونه‌های غیربومی تهدید دیگری برای لاک‌پشت‌های رنگین است. لاک‌پشت‌های گوش‌سرخ رایج‌ترین لاک‌پشت‌های خانگی هستند و فقط بومی جنوب شرقی ایالات متحده می‌باشند. آنها به‌طور گسترده رها شده‌اند (یا فرار کرده‌اند) و جمعیت‌های زادآوری را در بسیاری از مناطق زیستگاه لاک‌پشت‌های رنگی، از جمله کانادا، ایجاد کرده‌اند. آنها از نظر اندازه و عادات گونه‌ای مشابه لاک‌پشت‌های رنگین هستند، بنابراین ممکن است رقابت بیشتری با آنها داشته باشند، اما تأثیر آن نامشخص است. در شرق ایالات متحده، لاک‌پشت‌های رنگین از قبل قلمرو خود را با لاک‌پشت‌هایگوش‌قرمز شکم‌زرد و لاک‌پشت‌های کامبرلند (که به راحتی با لاک‌پشت‌های گوش‌قرمز مخلوط می‌شوند) به اشتراک می‌گذارند، بنابراین در آنجا، احتمال کمتری وجود دارد که تهاجم‌های رها شده توسط حیوانات خانگی، تهدید جدید قابل توجهی باشند.
در غرب، چندین شکارچی لاک‌پشت‌های رنگی جوان به آب‌هایی که قبلاً هرگز در آنها پرسه نمی‌زدند، معرفی شده‌اند: ماهی باس، لاک‌پشت‌های گازگیر و قورباغه‌های بزرگ. بررسی قورباغه‌های بزرگ در مونتانا نشان می‌دهد که آنها لاک‌پشت‌های رنگی کمی مصرف می‌کنند. لاک‌پشت‌های گازگیر ممکن است تأثیر بیشتری داشته باشند و در اورگان، تله‌گذاری تهاجمی برای از بین بردن آنها انجام شده است.